# Roland Dalhäuser
Roland Dalhäuser (Birsfelden, 12 giugno 1958) è un ex altista svizzero.

## Palmarès

### Europei indoor
- 3 medaglie:
  - 1 oro (Grenoble 1981)
  - 2 bronzi (Milano 1982; Göteborg 1984)